# Марусик Василь Андрійович
Василь Андрійович Марусик (11 квітня 1941, с. Белелуя, Снятинський район, Івано-Франківська область — 25 лютого 2021, м. Київ) — український журналіст, публіцист, краєзнавець. Заслужений журналіст України (2007), лауреат літературно-мистецьких премій імені Олени Пчілки (2005), Марка Черемшини (2011), Анатолія Погрібного (2012).

## Життєпис
Василь Андрійович Марусик народився 11 квітня 1941 року в с. Белелуя, Снятинського району, Івано-Франківської області. Закінчив початкову та восьмирічну белелуйську школу.
У 1969 році закінчив Львівський державний університет імені І. Франка.
Працював у газетах «Світанок» (смт. Верховина, Івано-Франківська обл.), «Прикарпатська правда» (м. Івано-Франківськ), на обласному радіо й телебаченні м. Львова, у районній газеті «Вперед» (смт. Бородянка, Київська область), у журналі «Пам'ятки України».
Василь Марусик — відомий в Україні публіцист, постійний автор газет: «Слово Просвіти», «Українське слово», «Вечірній Київ», «Культура і життя», книжкових та журнальних випусків видавництва «Веселка», часописів «Пам'ятки України», «Пам'ять століть» та інших видань.
У 1993—2015 рр. В. Марусик працював на Українському радіо у редакції літературно-драматичних програм, зокрема, був ведучим радіожурналу «Рідний край», радіопрограм «Золоті ворота», «Ярославів Вал», які згодом перейшли у мистецьке об'єднання — Радіоканал «Культура».
Журналістські матеріали Василя Марусика відзначалися високим патріотичним почуттям, щирим уболіванням за збереження української мови, культури, відновлення історичної правди. Серед його творчих здобутків — організація публіцистичних циклів на Українському радіо таких видатних культурно-громадських діячів, як вчений-літературознавець Анатолій Погрібний (цикл «Якби ми вчились так, як треба»), поет, артист, кінорежисер Микола Вінграновський (цикл «Чотирнадцять столиць України»), дослідник історії України Володимир Білінський (вперше на Українському радіо прозвучала у незрівнянному виконанні Петра Бойка «Країна Моксель»), професори Василь Яременко, Ярослав Дашкевич, Петро Тронько, Надія Миронець, Олег Гринів, Микола Тимошик, письменники Дмитро Білоус, Степан Пушик, Ярема Гоян, Петро Шкраб'юк, кінорежисер Петро Марусик.
Протягом творчої діяльності В. Марусик постійно висвітлював культурно-мистецьке життя України зокрема, оперне і балетне. Найважливіші сюжети прозвучали про творчість співаків Дмитра Гнатюка, Марії Стеф'юк, Анатолія Мокренка, Степана Фіцича, Андрія Шкургана, Галину Туфтіну, Миколу Шопшу, Петра і Павла Приймаків. Солісти балету Анатолій Шекера, Тетяна Таякіна, Валерій Ковтун брали участь у багатьох його радіоматеріалах. Ним були озвучені неодноразові інтерв'ю з уславленим диригентом Стефаном Турчаком, диригент Іван Гамкало, як мистецтвознавець, постійно аналізував слухачам прем'єри, концерти і творчі досягнення артистів та музикантів Київської Опери. Часто до мікрофона запрошувався також великий знавець оперного і балетного мистецтва Василь Туркевич.
У своїй творчості Василь Марусик особливу увагу приділяв малій батьківщині — Белелуї, Снятину, загалом Івано-Франківщині. Так, наприкінці 80-х — на початку 90-х років він був організатором виступів самодіяльної народної чоловічої хорової капели «Діброва» з Белелуї на найпрестижніших сценах України, зокрема, в палаці «Україна» в Києві, у Львівському оперному театрі, а також на Хортиці в Запоріжжі та в Нікополі під час всенародного відзначення 500-річчя українського козацтва (1990), під Берестечком, у Чернівцях та інших містах України. Завдяки його організаторському талантові в Снятині та Белелуї відбулися виступи багатьох громадсько-культурних діячів, зокрема, істориків Олени Апанович і Надії Миронець, кобзаря Володимира Горбатюка та ін. Він був автором ідеї проведення першого з'їзду земляків-снятинців із діаспори (1993, Снятин), та одним з організаторів відзначення 90-річчя заснування Завалівської Січі (1990, Завалля на Снятинщині). З його ініціативи біля Белелуйської церкви споруджено Пам'ятний Хрест на честь уславлених земляків — представників відомої священичої родини Озаркевичів: Івана Григоровича, Івана Івановича та Володимира Івановича, рідних Наталії Кобринської. До 140-річчя лікаря Євгена Озаркевича (2001) в Белелуї з ініціативи В. Марусика на сільській школі встановлено меморіальну дошку.
Помер 25 лютого 2021 року внаслідок ускладнення від коронавірусної інфекції.

## Нагороди
- Літературно-мистецька премія імені Олени Пчілки (2005)
- Заслужений журналіст України (2007)
- Літературно-мистецька премія імені Марка Черемшини (2011)
- Премія імені Анатолія Погрібного (2012)